# Tlayecac
Tlayecac es una localidad del estado mexicano de Morelos. Es parte del municipio de Ayala.

## Toponimia
El nombre «Tlayecac» proviene de los términos en náhuatl: tlalli, tierra; yectli, bueno; atl, agua; co, locativo. Su significado es «Lugar de agua potable» o «Lugar de agua dulce».

## Demografía
| Gráfica de evolución demográfica |
|                                  |

| Censo | Población |
| ----- | --------- |
| 1900  | 383       |
| 1910  | 497       |
| 1921  | 192       |
| 1930  | 263       |
| 1940  | 260       |
| 1950  | 415       |
| 1960  | 499       |
| 1970  | 883       |
| 1980  | 1609      |
| 1990  | 1893      |
| 2000  | 2338      |
| 2010  | 2548      |
| 2020  | 2879      |